# دوروثي بيكر
دوروثي بيكر (بالإنجليزية: Dorothy Baker)‏‏ (21 أبريل 1907 في ميسولا، مونتانا - 17 يونيو 1968 ) روائية، وكاتبة قصص قصيرة من الولايات المتحدة.

## الجوائز
- زمالة غوغنهايم[12]

## روابط خارجية
- دوروثي بيكر على موقع IMDb (الإنجليزية)
- دوروثي بيكر على موقع قاعدة بيانات برودواي على الإنترنت (الإنجليزية)
- دوروثي بيكر على موقع قاعدة بيانات الفيلم (الإنجليزية)